# 서울구암초등학교
서울구암초등학교는 대한민국 서울특별시 관악구에 있는 공립 초등학교이다.

## 학교 연혁
- 1977년 11월 11일 서울구암국민학교 개교
- 1996년 3월 1일 서울구암초등학교로 교명 개칭
- 2027년 11월 11일 개교 50주년

## 참고 자료
- 서울구암초등학교 - 한국교육학술정보원 학교알리미